# Tom și Jerry
Tom și Jerry (în engleză Tom and Jerry) este o franciză media și serie de desene animate americană creată de William Hanna și Joseph Barbera în 1940. Cunoscută cel mai bine pentru cele 161 de scurtmetraje teatrale de Metro-Goldwyn-Mayer, seria se concentrează pe rivalitatea dintre personajele titulare a unui motan pe nume Tom și a unui șoarece pe nume Jerry. O mulțime de scurtmetraje prezintă de asemenea multe personaje recurente.
În perioada sa originală, Hanna și Barbera au creat 114 scurtmetraje Tom și Jerry din 1940 până în 1958. În acest timp, ei au câștigat șapte Premii Oscar pentru cel mai bun scurtmetraj de animație, la egalitate pe primul loc cu Silly Symphonies de Walt Disney având cele mai multe premii în această categorie. După închiderea studioului de animație MGM în 1957, MGM a readus seria cu Gene Deitch regizând încă 13 scurtmetraje Tom și Jerry pentru Rembrandt Films din 1961 până în 1962. Tom și Jerry a devenit atunci seria de scurtmetraje cu cele mai mari încasări din toate timpurile, depășind Looney Tunes. Chuck Jones apoi a regizat încă 34 de scurtmetraje pentru Sib Tower 12 Productions între 1963 și 1967. Încă cinci scurtmetraje au fost produse din 2001, alcătuind un total de 166 de scurtmetraje.
Au fost realizate o serie de spin-off-uri, inclusiv serialele de televiziune Noile desene cu Tom și Jerry (1975), The Tom and Jerry Comedy Show (1980–1982), Tom și Jerry în copilărie (1990–1993), Povești cu Tom și Jerry ( 2006–2008), Tom și Jerry se dau în spectacol (2014–2021), Tom and Jerry Special Shorts (2021) și Tom și Jerry în New York (2021). Primul lungmetraj bazat pe serial, Tom și Jerry: Filmul, a fost lansat în 1992, iar din 2002 au fost produse 13 filme direct-pe-video, cu un film live-action/animat hibrid lansat în 2021. O adaptare muzicală a seriei, intitulată Tom și Jerry: Purr-Chance to Dream, a debutat în Japonia în 2019, înainte de aniversarea a 80 de ani a Tom și Jerry.

## Personaje

### Tom și Jerry
Tom este anti-eroul înfometat, motanul șmecher și ursuz care nu are decât o dorință, să îl mănânce pe Jerry. Tom încearcă toate șmecheriile posibile pentru a pune mâna pe șoarecele acela, dar nu reușește decât să facă praf casa. În numeroase episoade Tom Motanul încearcă să-l captureze pe Jerry Șoarecele colocatarul său nedorit, creând haos și dezastru. O fi Jerry mic, dar este suficient de inteligent pentru a întoarce lucrurile în favoarea lui când Tom și-o caută cu lumânarea. În perechea Tom și Jerry, șoricelul este șeful.
În anumite episoade Tom încearcă sa mănânce păsări, pești sau alți șoareci, însă niciodată pe Jerry sau pe Tuffy. Unele dintre motivele care duc la război sunt: sabotarea planurilor lui Tom de către abilul său inamic, consumarea alimentelor de către Jerry pe care Tom ar fi trebuit să le păzească, răzbunarea, un motan rival, o femelă sau doar din plăcerea unuia dintre cei doi inamici. Tom reușește rar să-l prindă pe Jerry, doar atunci când șoricelul ajută alte victime ale lui Tom. Destul de interesant, la începutul episoadelor din "era Hanna-Barbera" lângă titlu apar chipurile lui Tom și a lui Jerry zâmbind unul la altul, ceea ce este destul de ciudat având în vedere că cei doi sunt inamici. Există, de asemenea mai multe cazuri în care aceștia prezintă sentimente de prietenie unul pentru altul ca de exemplu în episodul "Thomas îndrăgostit" sau în episodul "Jerry și leul" când Jerry se preface că este rănit, iar Tom aduce trusa de prim-ajutor pentru a-l ajuta pe Jerry.

### Spike și Tyke
Durul absolut din desenele Tom și Jerry, Spike, este buldogul din vecini căruia îi place să se relaxeze în cușcă și să roadă un os. Fiind prieten cu Jerry, Spike intervine în favoarea lui atunci când Tom îi deranjează liniștea mult iubită. Tom și Jerry știu să nu îl deranjeze pe buldogul cel mare Spike și mai ales să nu îl deranjeze pe fiul său cel blând, Tyke. Spre deosebire de Tom și Jerry, Tyke nu caută să facă probleme, dar mereu se ajunge la asta. Și de obicei problemele pică pe Tom! Spre deosebire de tatăl lui, Tyke nu vorbește. El comunică numai prin scheunat, mârâit, expresii faciale și dând din coadă.

### Rățușca
- Este un personaj episodic, apare ca fiind un prieten de nădejde a lui Jerry, dar foarte buclucaș și care intră în necazuri cu Tom.

## Premii
Următoarele desene animate au câștigat Premiul Oscar pentru cel mai bun scurt metraj de animație::32
- 1943: The Yankee Doodle Mouse
- 1944: Mouse Trouble
- 1945: Quiet Please!
- 1946: The Cat Concerto
- 1948: The Little Orphan
- 1951: The Two Mouseketeers
- 1952: Johann Mouse

Aceste desene au fost nominalizate la Premiul Oscar, dar nu l-au câștigat:
- 1940: Motanul e pus pe liber
- 1941: Noaptea de Ajun
- 1947: Dr. Jekyll and Mr. Mouse
- 1949: Hatch Up Your Troubles
- 1950: Jerry's Cousin
- 1954: Touché, Pussy Cat!

Următoarele desene au fost propuse la premiul Anny, dar nu l-au câștigat.
- 1946: Springtime for Thomas
- 1955: That's My Mommy
- 1956: Muscle Beach Tom
- 2005: The Karate Guard

## Animație
- Kenneth Muse (episoadele 8-82, 84-114)
- Ed Barge (episoadele 7, 9, 19, 22-65, 67-105, 107)
- Irven Spence (episoadele 2-7, 10-24, 29, 33-44, 46-65, 67-107)
- Ray Patterson (episoadele 12-28, 30, 31, 35-44, 46-64, 67-69, 71-73, 75-78, 81, 82, 85-87, 91, 92, 95, 96, 99, 105, 107)
- Robert Gentle (episoadele 1, 12, 21, 38, 43, 49, 50, 54, 56, 60, 68, 71, 73-79, 81-83, 85, 87-89, 91, 92, 94, 96-98, 100-104, 108-110, 112-114)
- Richard Dick Bickenbach (episoadele 29, 32, 33, 35, 37-43, 49-64, 66-68, 75, 77, 89, 90, 94-114)
- Lewis Marshall (episoadele 92, 94, 97, 98, 100-104, 106, 108-114)
- Michael Lah (episoadele 1, 23-28, 30-32, 95)
- Pete Burness (episoadele 1, 6-18, 20, 25-28, 30)
- Jack Zander (episoadele 1-11)
- George Gordon (episoadele 1-11)
- Bill Littlejohn (episoadele 2-8, 16)
- Cecil Surry (episoadele 2-6)
- Carl Urbano (episoadele 1, 2)
- Ray Abrams (episoadele 1, 6, 7)
- Harvey Eisenberg (episoadele 1, 4, 9-11, 13, 14, 19, 20)
- Joseph Smith (episoadele 2-4, 6)
- Al Grandmain (episoadele 10, 11, 30, 43, 51, 77)
- Don Patterson (episoadele 32, 33)
- Barney Posner (episoadele 13-18, 20-22)
- Irving Levine (episodul 34)
- Robert Little (episodul 30)
- John Didrik Johnsen (episoadele 72, 80, 86, 93)
- Vera Ohman (episoadele 84, 90, 95)
- Roberta Greutert (episoadele 106, 111)
- Don Driscoll (episoadele 99, 105, 107)
- Ed Benedict (episodul 108)
- Bill Schipek (episoadele 106, 108-111)
- Carlo Vinci (episoadele 108, 111-113)
- Ken Southworth (episoadele 106, 108-110)
- James Escalante (episoadele 110, 112-114)
- Herman Cohen (episoadele 108-110)
- Jack Carr (episoadele 108, 109)
- Don Williams (episodul 1)
- Rudy Zamora (episodul 1)
- Tony Pabian (episodul 1)
- Robert Allen (episodul 1)
- Lovell Norman (episodul 1)

## Televiziune

### Seriale
| N/o | Titlu                            | Ani          | Canal                                                                             | Companii de producție                                            | Sezoane | Episoade |
| --- | -------------------------------- | ------------ | --------------------------------------------------------------------------------- | ---------------------------------------------------------------- | ------- | -------- |
| 1   | Noile desene cu Tom și Jerry     | 1975         | ABC                                                                               | Hanna-Barbera Productions MGM Television                         | 1       | 16       |
| 2   | The Tom and Jerry Comedy Show    | 1980         | CBS                                                                               | Filmation MGM Television                                         | 1       | 15       |
| 3   | Tom și Jerry în copilărie        | 1990–1993    | Fox Kids                                                                          | Hanna-Barbera Cartoons Turner Entertainment                      | 4       | 65       |
| 4   | Povești cu Tom și Jerry          | 2006–2008    | Kids' WB                                                                          | Turner Entertainment Warner Bros. Animation                      | 2       | 26       |
| 5   | Tom și Jerry se dau în spectacol | 2014–2021    | Cartoon Network (2014–2016) Boomerang SVOD (2017–2021) Cartoon Network App (2021) | Turner Entertainment Warner Bros. Animation                      | 5       | 117      |
| 6   | Tom and Jerry Special Shorts     | 2021         | HBO Max                                                                           | Turner Entertainment Warner Bros. Animation                      | 1       | 2        |
| 7   | Tom și Jerry în New York         | 2021         | HBO Max                                                                           | Turner Entertainment Warner Bros. Animation                      | 2       | 13       |
| 8   | Tom and Jerry (2022)             | 2022–prezent | Cartoon Network (Japonia)                                                         | Fanworks Studio Nanahosi Turner Entertainment Warner Bros. Japan | 1       | 6        |
| 9   | Tom and Jerry (2023)             | 2023–prezent | Cartoon Network (Asia) HBO Go                                                     | Turner Entertainment Warner Bros. Animation                      | 1       | 7        |

### Speciale
| N/o | Titlu                                               | Premiera         | Canal           | Companii de producție                       | Note                                                                                             |
| --- | --------------------------------------------------- | ---------------- | --------------- | ------------------------------------------- | ------------------------------------------------------------------------------------------------ |
| 1   | Hanna-Barbera's 50th: A Yabba Dabba Doo Celebration | 17 iulie 1989    | TNT             | Hanna-Barbera Productions                   | Special live-action/animație. Segmentul cu Tom și Jerry a fost coprodus de Turner Entertainment. |
| 2   | Tom și Jerry: Micile ajutoare ale Moșului           | 7 octombrie 2014 | Direct-pe-video | Turner Entertainment Warner Bros. Animation | Episod special al Tom și Jerry se dau în spectacol.                                              |

### Scurtmetraje
| N/o | Titlu           | Premiera        | Canal                     | Companii de producție                          | Note |
| --- | --------------- | --------------- | ------------------------- | ---------------------------------------------- | ---- |
| 1   | The Mansion Cat | 17 aprilie 2001 | Boomerang Cartoon Network | Hanna-Barbera Productions Turner Entertainment |      |

## Filme

### Filme cinematografice
| N/o | Titlu român          | Titlu englez             | Premiera                                                  | Regia      | Scenariști     | Producători   | Companii de producție                                         | Distribuitor          | Note                       |
| --- | -------------------- | ------------------------ | --------------------------------------------------------- | ---------- | -------------- | ------------- | ------------------------------------------------------------- | --------------------- | -------------------------- |
| 1   | Tom și Jerry: Filmul | Tom and Jerry: The Movie | 1 octombrie 1992 (Germania) 30 iulie 1993 (Statele Unite) | Phil Roman | Dennis Marks   | Phil Roman    | Live Entertainment Turner Entertainment WMG Film Film Roman   | Miramax               |                            |
| 2   | Tom și Jerry         | Tom & Jerry              | 26 februarie 2021                                         | Tim Story  | Kevin Costello | Chris DeFaria | Warner Animation Group Turner Entertainment The Story Company | Warner Bros. Pictures | Film live-action/animație. |

### Filme direct-pe-video
Toate filmele direct-pe-video sunt produse de Turner Entertainment și Warner Bros. Animation.
| N/o | Titlu român                                       | Titlu englez                                         | Premiera          | Regia                        | Scenariști                                                        | Producători                                                   | Note                                                     |
| --- | ------------------------------------------------- | ---------------------------------------------------- | ----------------- | ---------------------------- | ----------------------------------------------------------------- | ------------------------------------------------------------- | -------------------------------------------------------- |
| 1   | Tom și Jerry: Inelul fermecat                     | Tom and Jerry: The Magic Ring                        | 12 martie 2002    | James Tim Walker             | Tim Cahill și Julie McNally                                       | Tom Minton                                                    |                                                          |
| 2   | Tom și Jerry: Misiune pe Marte                    | Tom and Jerry: Blast Off to Mars                     | 18 ianuarie 2005  | Bill Kopp                    | Bill Kopp                                                         | Tom Minton                                                    |                                                          |
| 3   | Tom și Jerry: Iute și furios                      | Tom and Jerry: The Fast and the Furry                | 11 octombrie 2005 | Bill Kopp                    | Scenariul de: Bill Kopp Povestea de: Joseph Barbera               | Stephen Fossati                                               |                                                          |
| 4   | Tom și Jerry: Pe mustața mea!                     | Tom and Jerry: Shiver Me Whiskers                    | 22 august 2006    | Scott Jeralds                | Christopher Painter                                               | Tom Minton și Scott Jeralds                                   |                                                          |
| 5   | Tom și Jerry: Povestea spărgătorului de nuci      | Tom and Jerry: A Nutcracker Tale                     | 2 octombrie 2007  | Spike Brandt și Tony Cervone | Scenariul de: Spike Brandt Povestea de: Joseph Barbera            | Spike Brandt și Tony Cervone                                  | Dedicat lui Joseph Barbera.                              |
| 6   | Tom și Jerry îl întâlnesc pe Sherlock Holmes      | Tom and Jerry Meet Sherlock Holmes                   | 27 august 2010    | Spike Brandt și Jeff Siergey | Earl Kress                                                        | Bobbie Page                                                   |                                                          |
| 7   | Tom și Jerry și Vrăjitorul din Oz                 | Tom and Jerry & The Wizard of Oz                     | 23 august 2011    | Spike Brandt și Tony Cervone | Gene Grillo                                                       | Bobbie Page și Judge Plummer                                  |                                                          |
| 8   | Tom și Jerry: Robin Hood și ceata lui             | Tom and Jerry: Robin Hood and His Merry Mouse        | 2 octombrie 2012  | Spike Brandt și Tony Cervone | Poveste de: Earl Kress Scenariu de: Earl Kress și Michael F. Ryan | Spike Brandt și Tony Cervone                                  |                                                          |
| 9   | Tom și Jerry: O aventură gigantică                | Tom and Jerry's Giant Adventure                      | 6 august 2013     | Spike Brandt și Tony Cervone | Paul Dini                                                         | Spike Brandt și Tony Cervone                                  |                                                          |
| 10  | Tom și Jerry: Dragonul pierdut                    | Tom and Jerry: The Lost Dragon                       | 4 septembrie 2014 | Spike Brandt și Tony Cervone | Brian Swenlin                                                     | Spike Brandt și Tony Cervone                                  |                                                          |
| 11  | Tom și Jerry: Căutarea spionului                  | Tom and Jerry: Spy Quest                             | 23 iunie 2015     | Spike Brandt și Tony Cervone | Poveste de: Jim Krieg Teleplay de: Jim Krieg și Heath Corson      | Spike Brandt și Tony Cervone                                  |                                                          |
| 12  | Tom și Jerry: Întoarcerea în Oz                   | Tom and Jerry: Back to Oz                            | 21 iunie 2016     | Spike Brandt și Tony Cervone | Paul Dini                                                         | N/A                                                           | Continuare a filmului Tom și Jerry și Vrăjitorul din Oz. |
| 13  | Tom și Jerry: Willy Wonka și fabrica de ciocolată | Tom and Jerry: Willy Wonka and the Chocolate Factory | 27 iunie 2017     | Spike Brandt                 | Gene Grillo                                                       | Spike Brandt                                                  |                                                          |
| 14  | Tom and Jerry: Cowboy Up!                         | Tom and Jerry: Cowboy Up!                            | 25 ianuarie 2022  | Darrell Van Citters          | Poveste de: Will Finn Teleplay de: William Waldner                | Kimberly S. Moreau, Ashley Postlewaite și Darrell Van Citters |                                                          |
| 15  | Tom and Jerry: Snowman's Land                     | Tom and Jerry: Snowman's Land                        | 15 noiembrie 2022 | Darrell Van Citters          | Poveste de: Will Finn și Jace Ricci Teleplay de: Jace Ricci       | Kimberly S. Moreau, Ashley Postlewaite și Darrell Van Citters |                                                          |

### Apariții în alte filme
| Titlu              | An   | Note |
| ------------------ | ---- | --- |
| Ridicați ancora!   | 1945 | Tom apare ca un servitor și Jerry realizează un număr de dans cu Gene Kelly. Animație supervizată de William Hanna și Joseph Barbera. |
| Dangerous When Wet | 1953 | Tom și Jerry apar într-o secvență de vis înotând cu Esther Williams.                                                                  |